# Rugby à XV en Suisse

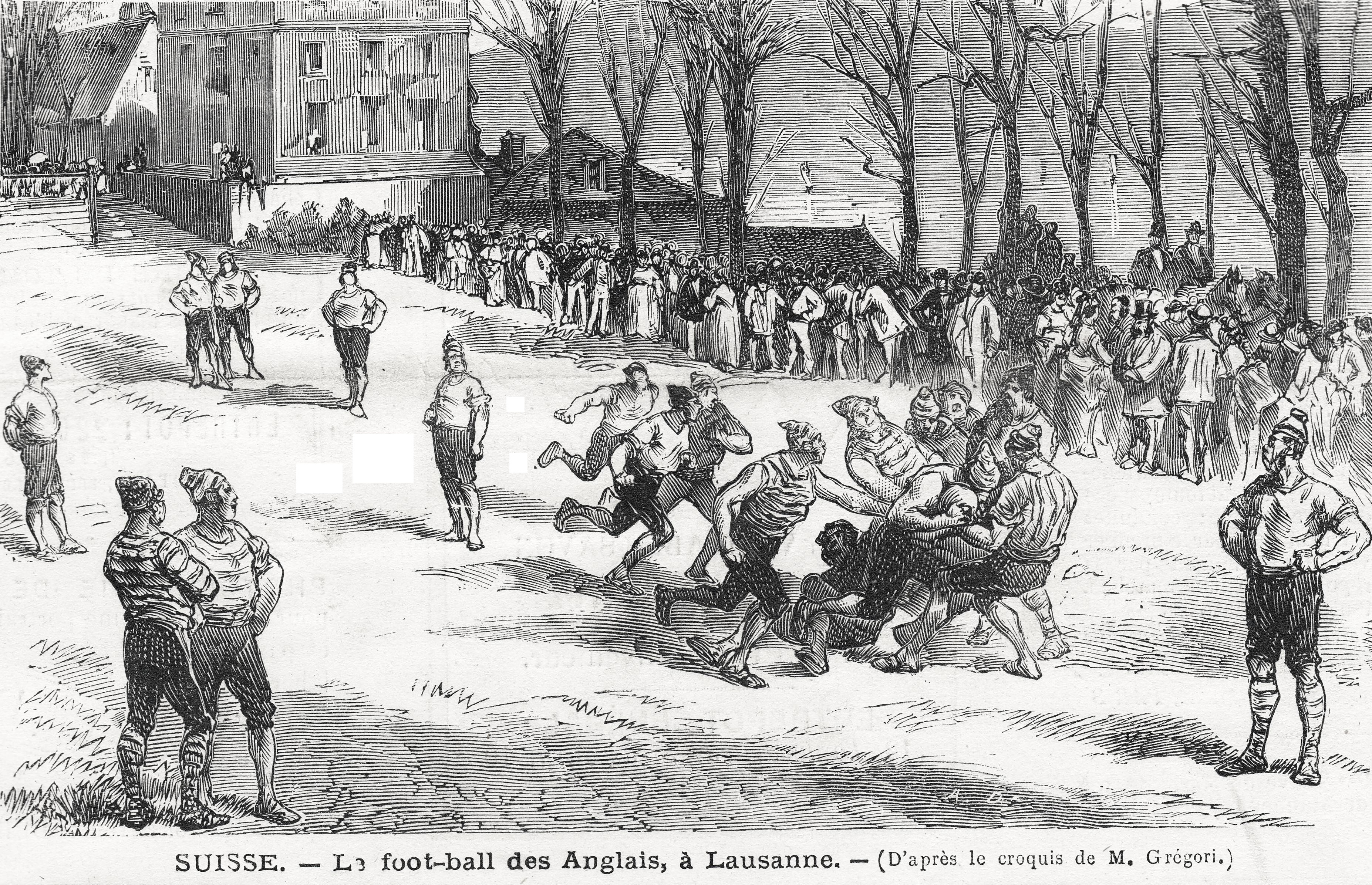
Les balbutiements du rugby suisse :
étudiants anglais en villégiature hivernale contre étudiants suisses (Lausanne - 1883)

Le rugby à XV en Suisse a été importé au début du dernier quart du XIXe siècle, grâce aux Anglais. Il est essentiellement pratiqué dans la partie francophone du pays.

## Organisation
La Fédération suisse de rugby à XV est une organisation membre de l'International Rugby Board (IRB). L'IRB (devenu World Rugby en novembre 2014) admet la Fédération suisse en 1988. C'est cette dernière qui se charge de l'organisation du rugby à XV en Suisse.

## Équipe nationale
L'équipe de Suisse de rugby à XV rassemble les meilleurs joueurs de rugby à XV de Suisse et représente le pays lors des rencontres internationales.

## Compétitions nationales
Les deux principales compétitions sont le championnat de suisse de rugby à XV ainsi que la Coupe de suisse de rugby à XV.

## Joueurs notables
Quelques joueurs suisses notables : Éric Planès, Yann Braendlin, Mathieu Guyou-Kreis (centre, record de 47 sélections) et le capitaine Cyril Lin (3e ligne, 4 sélections).